# Тарду
Тарду () е каган на Тюркския каганат през 599 – 603 година.
Син на Истеми, през 575 година той го наследява като ябгу в западните части на Тюркския каганат. По време на размириците, настъпили в края на VI век, през 599 година Тарду се обявява за каган, но практически контролира само западните части на държавата.
Около 603 година Тарду е свален и вероятно убит и е наследен от Нири, след което Тюркският каганат окончателно се разделя на Западен и Източен.